# FEZ (비디오 게임)
《페즈》(Fez)는 폴리트론 코퍼레이션이 개발하고 트랩도어가 발행한 퍼즐 비디오 인디 게임이다. 2012년 4월 13일 엑스박스 360으로 첫 출시 하였으며 2013년 5월 1일에 마이크로소프트 윈도우용으로 발매되었다. 폴리트론 코퍼레이션 자체 제작 엔진 Trixel 엔진을 사용한다. 출시 6주만에 10만 장 판매의 성과를 내었다.

## 게임 플레이

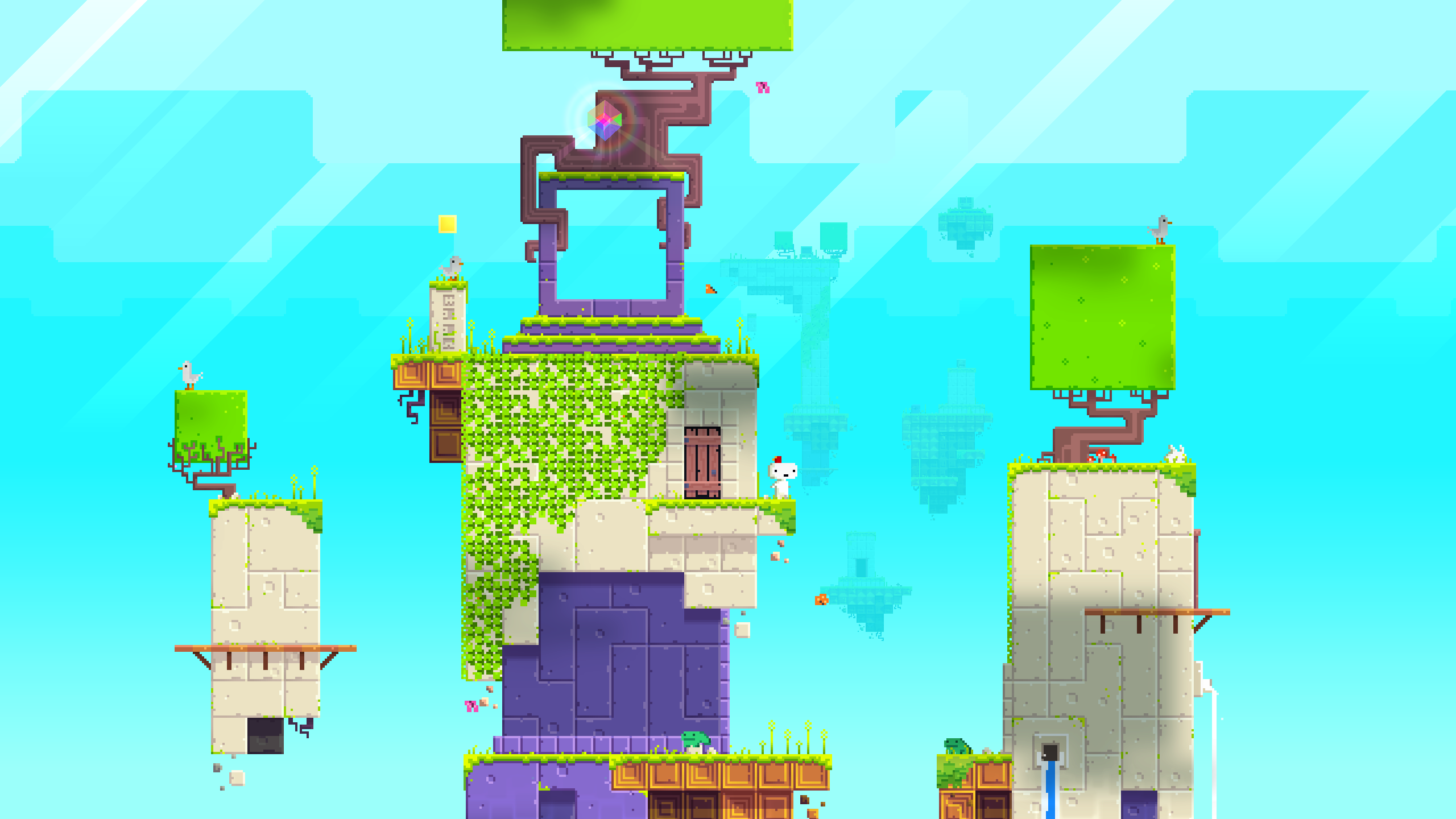
FEZ 스크린샷

FEZ는 16비트 도트 스타일의 횡 스크롤 게임의 탈을 쓰고 있지만 사실은 3D 게임이다. 왼쪽, 오른쪽으로 보는 방향을 조절하는 방식으로 플레이하며 한쪽 방향으로만 봤을 때는 보이지 않는 길을 찾아내거나 혹은 원근법을 무시한 채 보이는 방향 그대로가 하나의 길이 되는 방식으로 게임 플레이가 진행된다. 게임의 엔진인 Trixel은 3D를 2D처럼 보이게 하기 위해 원근법과 소실점이 존재하지 않게끔 설계되었다. 안내인 역할을 하는 게임의 캐릭터 '도트'가 게임 진행 방법을 알려주거나 힌트를 주기도 한다. 엔딩 후에는 1인칭 시점으로 보는 기능이 추가된다.

## 스토리

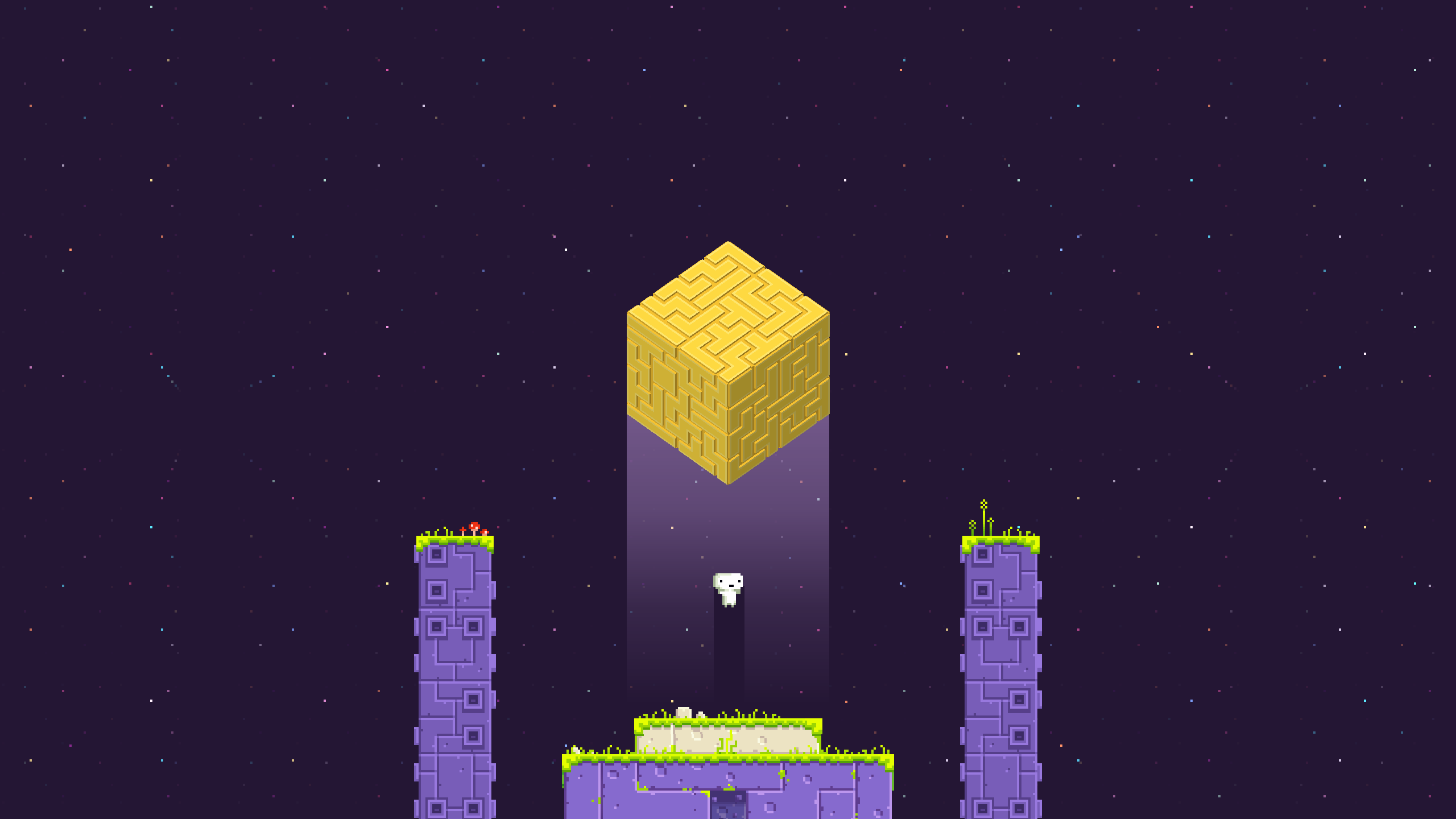
2차원 고메즈와 3차원 육면체

2차원 세상에 살고 있는 주인공 고메즈는 어느 날 중요한 얘기가 있다는 지저의 부름을 받고 그를 만나러 갔다가 정체불명의 육면체(Hexahedron)를 만나게 되고 3차원의 도형인 페즈 모자를 받게되면서 3차원을 인식할 수 있게된다. 하지만 육면체는 붕괴되고 우주의 2차원과 3차원이 뒤섞여 붕괴의 위기에 처하게 된다. 이 붕괴의 위기를 막기 위해 4차원 초입방체의 모습을 한 안내인의 역할을 하는 '도트'와 함께 모험을 떠나게 된다.

## 개발진

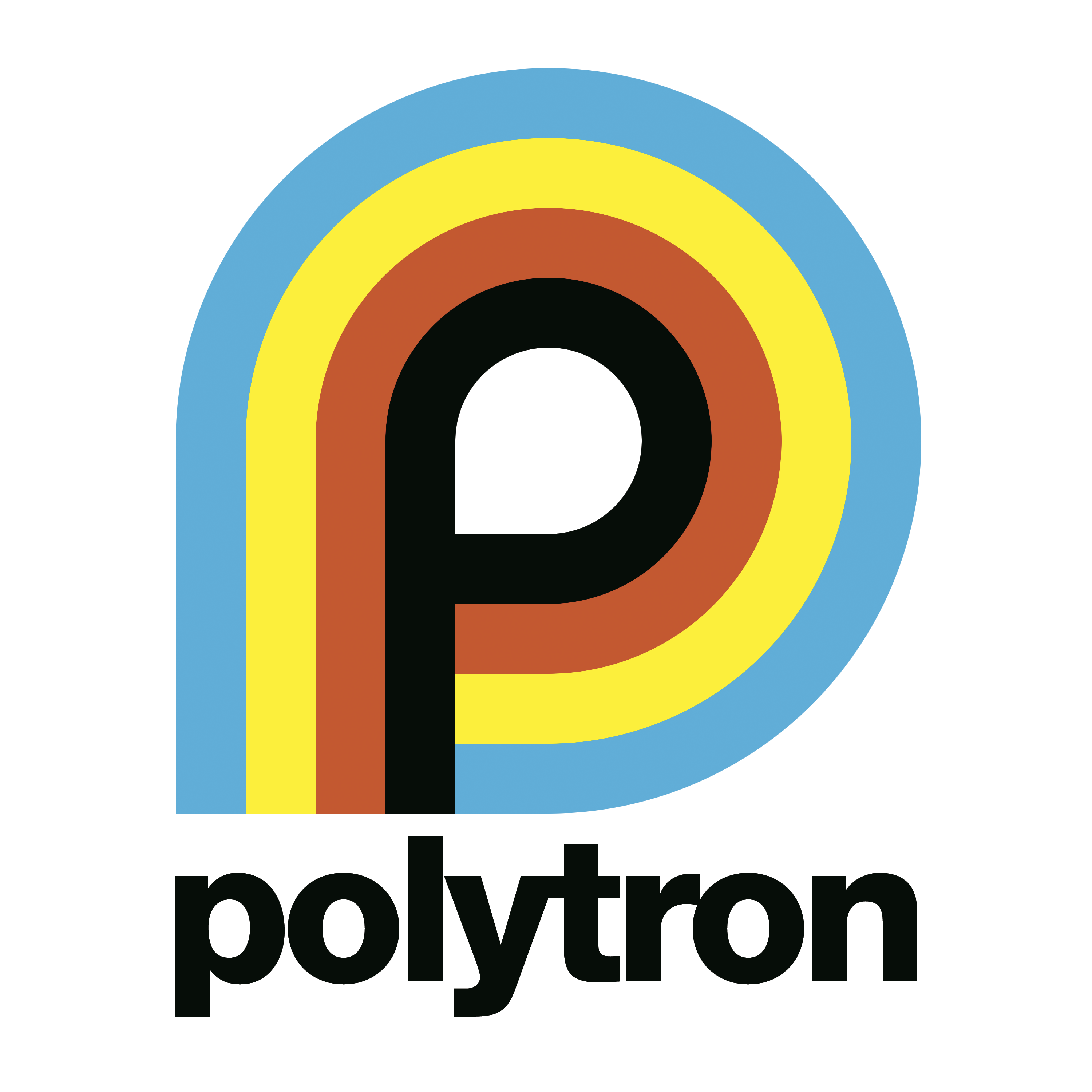
폴리트론 코퍼레이션

인디 게임 개발팀 '폴리트론 코퍼레이션'이 제작하였으며 트랩도어가 발행을, 마이크로소프트 게임 스튜디오가 배급을 담당하였다. 폴리트론 코퍼레이션에서 자체 제작한 엔진 Trixel을 사용한 게임이며 디자이너는 필 피쉬, 프로그래밍은 Renaud Bédard이 담당하였다.

### 필 피쉬

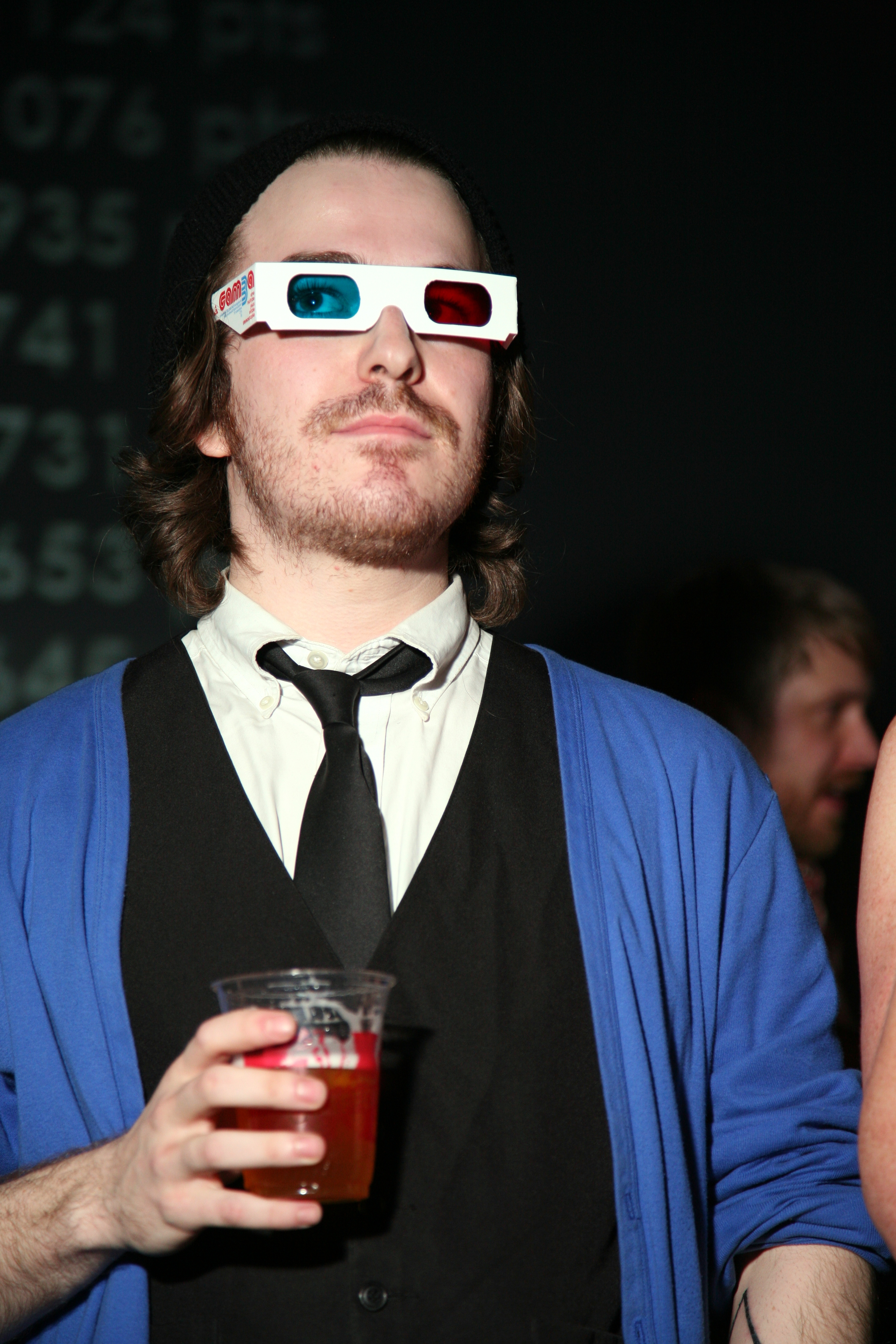
Fez의 디자이너 필 피쉬, 2008

폴리트론 코퍼레이션의 창업자인 필 피쉬(Phil Fish)는 FEZ의 디자이너이다. 2011년에 인디 게임 개발자들의 이야기를 그린 'Indie Game: The Movie' 에도 출연하였다. 2012년에는 GDC(Game Developers Conference)에서 요즘 일본 게임에 대한 생각을 묻는 일본인 프로그래머의 질문에 "구리다"(It’s suck)고 발언하여 논란이 되었다.

## 평가
| 평가 |                                                  |
| --- | ------------------------------------------------ |
| 통합 점수 통합사 점수 메타크리틱 X360: 89/100 [ 6 ] PC: 91/100 [ 7 ] PS4: 90/100 [ 8 ] VITA: 91/100 [ 9 ] 평론 점수 평론사 점수 에지 9/10 [ 10 ] 유로게이머 10/10 [ 11 ] 게임 인포머 9.25/10 [ 12 ] 게임스팟 8/10 [ 13 ] IGN 9.5/10 [ 14 ] 폴리곤 8/10 [ 15 ] 터치아케이드 [ 16 ] |                                                  |
| 통합 점수 |                                                  |
| 통합사 | 점수                                             |
| 메타크리틱 | X360: 89/100 PC: 91/100 PS4: 90/100 VITA: 91/100 |
| 평론 점수 |                                                  |
| 평론사 | 점수                                             |
| 에지 | 9/10                                             |
| 유로게이머 | 10/10                                            |
| 게임 인포머 | 9.25/10                                          |
| 게임스팟 | 8/10                                             |
| IGN | 9.5/10                                           |
| 폴리곤 | 8/10                                             |
| 터치아케이드 | [ 16 ]                                           |